# Давід Ґоффен
Давид Гоффен (фр. David Goffin) — бельгійський професійний тенісист; переможець чотирьох турнірів ATP в одиночному розряді; півфіналіст одного юніорського турніру Великого шолома в парному розряді (Вімблдон-2008); колишня десята ракетка світу в юніорському рейтингу. 
Давид — один із двох синів Мішеля та Франсуаз Гоффенів; його брата звуть Симон.
Бельгієць почав грати в теніс в 6 років при сприянні свого батька, який працював тренером в одному з льєзьких клубів. Нині Давид тренується в бельгійському Національному тенісному центрі в Монсі. Його улюблене покриття — хард.

## Спортивна кар'єра
Бельгієць з юніорських років зарекомендував себе як перспективний спортсмен: не домагаючись якихось значних результатів на турнірах GA, він, усе ж, до кінця своєї кар'єри зміг увійти в число десяти найсильніших тенісистів віком до 18 років. Найбільші успіхи в одиночному розряді припали на два ґрунтових турніри: у травні 2008 року він дійшов до фіналу турніру GA в Мілані (обігравши в чвертьфіналі Бернарда Томича), а пару місяців зіграв у півфіналі Чемпіонату Європи. У парному розряді він у цьому ж році зіграв у півфіналі Вімблдону. Дебют Гоффена у дорослому тенісі відбувся в 2006 році, на напівдомашньому турнірі категорії ATP Challenger в Монсі. Поступово набираючись досвіду, бельгієць піднімається рейтинговій класифікації.
Перші успіхи до Давида стали приходити в парному розряді — вже на своєму другому турнірі (змагання категорії ITF Futures) він зіграв у фіналі. Трохи більше ніж за рік Гоффен за рахунок результатів на «ф'ючерсах» входить в Top400. На закріплення результатів при іншому рівні суперників і підйом у другу сотню рейтингу йде ще два роки. До січня 2011 року рейтинг Давида дозволяє йому брати участь у відбіркових змаганнях турнірів основного туру ATP. На змаганнях в індійському Ченнаї він вперше проходить кваліфікації, а потім виграє і один матч основної сітки (у Сомдева Деввармана). У другому колі його зупиняє майбутній переможець турніру Станіслас Вавринка. До кінця 2011 року Гоффен за рахунок стабільних виступів входить і закріплюється в числі двохсот найсильніших тенісистів світу в одиночному розряді.
2012 рік починається знову в Індії. За торішні успіхи організатори надають йому вайлдкард і Давид цілком виправдовує це. дійшовши до чвертьфіналу. На шляху до нього Гоффен обіграв двох тенісистів Top-100: свого співвітчизника Ксав'є Малісса (4-6, 6-2, 6-3) і німця Андреаса Бека (4-6, 6-4, 6-2). Шлях до півфіналу перед бельгійцем закриває Янко Тіпсаревич. Наступна поява Давида в основі турніру ATP відбулося через півтора місяця — в Марселі. Знову була пройдена кваліфікація і знову турнір закінчився в матчі з Тіпсаревичем (у другому колі). Потім Давид знову на кілька тижнів йде на змагання категорії ATP Challenger. Серія з перемог (принесла зокрема титул на змаганні в Гваделупі) піднімає Давида в Top-150. У квітні бельгієць дебютує на турнірі серії ATP 1000: пройшовши кваліфікацію, він обіграв у першому колі змагання в Кі-Біскейні Дональда Янга і поступається в другому іспанцеві Ніколасу Альмагро. Локальні успіхи юного співвітчизника привертають увагу керівництва збірної Бельгії в Кубку Девіса: Давид викликається на матч турніру проти збірної Великої Британії. Йохан ван Херк виставляє Гоффена на один з вирішальних матчів і уродженець Льєжа не підводить, приносячи команді переможне очко в матчі проти Джошуа Гудолла.
На старті ґрунтового сезону бельгієць ще кілька разів проходить кваліфікації, але особливих результатів, крім цього не домагається. Дебют в основній сітці турніру Великого шолома відбувся на Roland Garros-2012: Гоффен втретє за кар'єру дійшов до фінального кола відбору, але там знову поступився. Бельгійця врятувало пізніше рішення Гаеля Монфіса знятися з домашнього турніру Великого шолома: Давид отримав статус «лакілузера» та місце в основній сітці. У першому ж колі йому в суперники дістався 23 сіяний чех Радек Штепанек, і Давид зміг здобути перемогу в 5-ти сетах з рахунком 6-2, 4-6, 2-6, 6-4, 6-2, чим створив першу сенсацію на турнірі. Потім Давид обіграв француза Арно Клемана і Лукаша Кубота. У четвертому колі Гоффен в чотирьох сетах поступився тодішнії третій ракетці світу Роджеру Федереру, вигравши у нього дебютний сет. Успіх у Франції підняв бельгійця в середину першої сотні рейтингу, дозволивши отримати спеціальне запрошення в основу наступного турніру Великого шолома і пройти за рейтингом олімпійське змагання. На першому Гоффен відзначився ще однієї статусної перемогою, перегравши в першому колі сіяного двадцятим Бернарда Томича, а на другому поступився вже на старті, не зумівши нічого вдіяти з тодішньої десятою ракеткою світу Хуаном Монако. Надалі Давид помалу зібрав достатній обсяг рейтингових балів, щоб до листопада піднятися на 42-у сходинку одиночної класифікації. Серед найбільших успіхів, що дозволили йому зробити цей крок були два чвертьфінали турнірів основного туру ATP: у Вінстон-Сейлемі і Валенсії (де бельгієць зміг переграти одинадцяту ракетку світу Джона Ізнера); а також титул на «челенджері» в Орлеані.

## Фінали турнірів ATP

### Одиночний розряд: 15 (6 титулів, 9 поразок)
| Легенда                      |
| ---------------------------- |
| Турніри Великого шлему (0–0) |
| Фінал ATP (0–1)              |
| Тур ATP Мастерс 1000 (0–1)   |
| Тур ATP 500 (1–4)            |
| Тур ATP 250 (5–3)            |

| Фінали за покриттям |
| ------------------- |
| Тверде (4–6)        |
| Ґрунт (2–1)         |
| Трава (0–2)         |

| Фінали за умовами |
| ----------------- |
| У залі (2–4)      |
| Під небом (4–5)   |

| Результат | В-П | Дата     | Турнір                                         | Tier         | Покриття   | Опонент               | Рахунок            |
| --------- | --- | -------- | ---------------------------------------------- | ------------ | ---------- | --------------------- | ------------------ |
| Перемога  | 1–0 | Сер 2014 | Austrian Open Kitzbühel, Австрія               | ATP 250      | Ґрунт      | Домінік Тім           | 4–6, 6–1, 6–3      |
| Перемога  | 2–0 | Вер 2014 | Moselle Open, Франція                          | ATP 250      | Тверде (i) | Жуан Соуза            | 6–4, 6–3           |
| Поразка   | 2–1 | Жов 2014 | Swiss Indoors, Швейцарія                       | ATP 500      | Тверде (i) | Роджер Федерер        | 2–6, 2–6           |
| Поразка   | 2–2 | Чер 2015 | Rosmalen Grass Court Championships, Нідерланди | ATP 250      | Трава      | Ніколя Маю            | 6–7(1–7), 1–6      |
| Поразка   | 2–3 | Сер 2015 | Swiss Open Gstaad, Швейцарія                   | ATP 250      | Ґрунт      | Домінік Тім           | 5–7, 2–6           |
| Поразка   | 2–4 | Жов 2016 | Japan Open, Японія                             | ATP 500      | Тверде     | Нік Киріос            | 6–4, 3–6, 5–7      |
| Поразка   | 2–5 | Лют 2017 | Sofia Open, Болгарія                           | ATP 250      | Тверде (i) | Григор Димитров       | 5–7, 4–6           |
| Поразка   | 2–6 | Лют 2017 | Rotterdam Open, Нідерланди                     | ATP 500      | Тверде (i) | Жо-Вілфрід Тсонга     | 6–4, 4–6, 1–6      |
| Перемога  | 3–6 | Жов 2017 | Shenzhen Open, КНР                             | ATP 250      | Тверде     | Олександр Долгополов  | 6–4, 6–7(5–7), 6–3 |
| Перемога  | 4–6 | Жов 2017 | Японія Open, Японія                            | ATP 500      | Тверде     | Адріан Маннаріно      | 6–3, 7–5           |
| Поразка   | 4–7 | Лис 2017 | Фінал ATP, Велика Британія                     | Фінали       | Тверде (i) | Григор Димитров       | 5–7, 6–4, 3–6      |
| Поразка   | 4–8 | Чер 2019 | Halle Open, Німеччина                          | ATP 500      | Трава      | Роджер Федерер        | 6–7(2–7), 1–6      |
| Поразка   | 4–9 | Сер 2019 | Мастерс Цинциннаті, США                        | Masters 1000 | Тверде     | Данило Медведєв       | 6–7(3–7), 4–6      |
| Перемога  | 5–9 | Лют 2021 | Open Sud de France, Франція                    | ATP 250      | Тверде (i) | Роберто Баутіста Аґут | 5–7, 6–4, 6–2      |
| Перемога  | 6–9 | Кві 2022 | Grand Prix Hassan II, Марокко                  | ATP 250      | Ґрунт      | Алекс Молчан          | 3–6, 6–3, 6–3      |

### Парний розряд: 1 (1 титул)
| Легенда                |
| ---------------------- |
| Grand Slam (0–0)       |
| ATP Фінали (0–0)       |
| ATP Masters 1000 (0–0) |
| ATP 500 (0–0)          |
| ATP 250 (1–0)          |

| Фінали за покриттям |
| ------------------- |
| Тверде (1–0)        |
| Ґрунт (0–0)         |
| Трава (0–0)         |

| Фінали за умовами |
| ----------------- |
| У залі (0–0)      |
| Під небом (1–0)   |

| Результат | В-П | Дата     | Турнір                       | Tier    | Покриття | Партнер       | Опоненти                    | Рахунок          |
| --------- | --- | -------- | ---------------------------- | ------- | -------- | ------------- | --------------------------- | ---------------- |
| Перемога  | 1–0 | Січ 2019 | Qatar ExxonMobil Open, Катар | ATP 250 | Тверде   | П'єр-Юг Ербер | Робін Гаасе Матве Мідделкоп | 5–7, 6–4, [10–4] |